# Forteresses de Semna
À près de cinq cents kilomètres au sud d'Assouan, en territoire nubien, les forteresses de Semna forment un des bastions les plus méridionaux de la colonisation égyptienne. Cette citadelle formait une barrière permettant de contrôler le trafic fluvial entre la deuxième et la troisième cataracte et était composée de plusieurs forteresses :
- la forteresse de Semna sud (Dȝỉr Styw)
- la forteresse de Semna ouest (ḫrp-(ḫˁ-kȝw-Rˁ)m-ḫ, « Khâkaourê est puissant »)
- la forteresse de Semna est (ˁItnw-pḏwt), appelée également forteresse de Kouma.

Le site des forteresses a été découvert en 1813 par l'explorateur Burckhardt et étudié de 1924 à 1928 par l'égyptologue Andrew Reisner.